# Ludwig Bruns
Pour les articles homonymes, voir Bruns.
Ludwig Bruns, né le 25 juin 1858 à Hanovre et mort le 9 novembre 1916 dans la même ville est un neurologue allemand.

## Biographie
Il étudie la médecine à Göttingen où, à partir de 1878 il fait partie du Corps Hannovera Göttingen et à Munich, où il obtient son doctorat en 1882. Par la suite, il est assistant d'Eduard Hitzig (1839-1907) à l'asile d'aliénés de Nietleben ainsi qu'à la clinique de psychiatrie et des maladies des nerfs de Halle. Par la suite, il travaille avec Carl Westphal (1833-1890) et Hermann Oppenheim (1858-1919) à l'Hôpital de la Charité de Berlin. Bruns maintiendra tout au long de sa carrière une relation de travail avec Oppenheim. Il suit également l'enseignement de Charcot à Paris et complète sa formation en Angleterre. De retour dans sa ville natale, il y devient professeur de neurologie en 1903. Bruns a été le premier président de la Gesellschaft Deutscher Nervenärzte (Société allemande de Neurologie).
Bruns s'intéresse à tous les aspects de la neurologie, mais il est surtout connu pour ses travaux en neuropédiatrie et neuropsychologie. En 1906, il publie Die Hysterie im Kindesalter (L'Hystérie dans l'enfance), ouvrage dans lequel il explique que les troubles du comportement chez les enfants sont souvent causés par des conflits internes qui résultent principalement de la tendance de certains parents à infliger des punitions trop sévères. Son œuvre la plus importante est son Handbuch der Nervenkrankheiten im Kindesalter (Manuel de Maladies nerveuses de l'enfance), un ouvrage co-écrit avec August Cramer (1860-1912) et Theodor Ziehen (1862-1950). Il est aussi l'auteur d'un important traité sur la localisation des tumeurs intitulé Die Geschwultse des Nervensystem (Tumeurs du Système nerveux).

## Éponymie
- Ataxie de Bruns :  difficulté à bouger les pieds quand ils sont en contact avec le sol avec tendance à tomber en arrière (rétropulsion), associée des lésions du lobe frontal.
- Syndrome de Bruns : se caractérise par des céphalées brutales et intenses, accompagnées de vomissements et de vertiges, déclenchées par les mouvements brusques de la tête. Les principales causes sont les kystes et la cysticercose du quatrième ventricule, et les tumeurs de la ligne médiane du cervelet et du troisième ventricule.
- Syndrome de Bruns-Garland : autre nom de la radiculo-plexopathie lombaire diabétique[1],[2].
- loi de Bastian-Bruns : dans les lésions transverses de la moelle épinière, les réflexes tendineux et le tonus musculaire sont abolis au-dessous du niveau lésionnel. Bruns fait cette observation en 1901, quelques années après le neurologue britannique Henry Charlton Bastian (1837-1915)[3].
- Nystagmus de Bruns : une catégorie de nystagmus observé chez les patients porteurs de schwannomes vestibulaires.

## Travaux
- (de) Vergleichend-anatomische Studien über das Blutgefäß-System der Netzhaut. Hirschfeld, Leipzig 1882 (Dissertation, Universität München, 1882).
- (de) Neuere Arbeiten über die traumatischen Neurosen. 1894.
- (de) Klinische Erfahrungen über die Functionen des Kleinhirns. 1896.
- (de) Über einige besonders schwierige und praktisch wichtige differential-diagnostische Fragen in bezug auf die Localisationen der Hirntumoren. 1897.
- (de) Die Geschwülste des Nervensystems: Hirngeschwülste, Rückenmarksgeschwülste, Geschwülste der peripheren Nerven. Eine klinische Studie. Karger, Wien 1897; 2., gänzlich umgearbeitete Auflage 1908.
- (de) Die Hysterie im Kindesalter (= Sammlung zwangloser Abhandlungen aus dem Gebiete der Nerven- und Geisteskrankheiten. Bd. 1, H. 5/6). Marhold, Halle 1897; 2., vielfach veränderte Auflage 1906.
- (de) Über Seelenlähmung. 1897.
- (de) Die traumatischen Neurosen: Unfallsneurosen (= Hermann Nothnagel (Hrsg.): Specielle Pathologie und Therapie. Bd. 12, Theil 1, Abt. 4). Hölder, Wien 1901
- (de) Epilepsia. 1910 (avec Henri Claude)
- (de) Handbuch der Nervenkrankheiten im Kindesalter. Karger, Berlin 1912 (avec August Cramer et Theodor Ziehen)
- (de) Kriegsneurologische Beobachtungen und Betrachtungen. 1915.